# وينستون ويلكينسون
وينستون ويلكينسون (بالإنجليزية: Winston Wilkinson)‏ هو محامي أمريكي، ولد في 1944.